# گولین
گولین (به لاتین: Gulin County) یک شهرستان در جمهوری خلق چین است که در لوجو واقع شده‌است.